# Kenderike
A kenderike (Linaria cannabina) a madarak osztályának verébalakúak (Passeriformes) rendjébe és a pintyfélék (Fringillidae) családjába tartozó faj.

## Rendszerezése
A fajt Carl von Linné svéd természettudós írta le 1758-ban, a Fringilla nembe Fringilla cannabina néven. Sorolták a Carduelis nembe Carduelis cannabina és az Acanthis nembe Acanthis cannabina néven is.

## Alfajai
- Linaria cannabina autochthona (Clancey, 1946) - Skócia
- Linaria cannabina bella (C. L. Brehm, 1845) - Kis-Ázsiától a Kaukázusig és Kína délnyugati részéig
- Linaria cannabina cannabina (Linnaeus, 1758) - Európától Nyugat-Szibériáig és Észak-Afrika
- Linaria cannabina guentheri (Wolters, 1953)
- Linaria cannabina harterti (Bannerman, 1913) - Kanári-szigetek
- Linaria cannabina meadewaldoi (Hartert, 1901) - Kanári-szigetek
- Linaria cannabina mediterranea (Tschusi, 1903)

## Előfordulása
Skandinávia északi fele és Izland kivételével egész Európában fészkel. Költ Kis-Ázsiában és Északnyugat-Afrikában is. Kedvelt élőhelyei a lankás dombvidékek. De megtalálhatjuk az alföldön, erdőszéleken, vasúti töltések melletti bokrosokban, szőlőhegyeken, öreg temetőkben. Vonuló faj.

### Kárpát-medencei előfordulása
Magyarországon elég gyakori fészkelő, részben állandó és telelő madárcsapatok vannak, a fészkelő állomány nagyságát 70 000-107 000 párra becsülik (2000-2012). Az ország egész területén megtalálható, de leggyakrabban a Dunántúli-dombságon és a Dunántúli-középhegységben és Északi-középhegységben tűnik fel.

## Megjelenése
Testhossza 13-14 centiméter, szárnyfesztávolsága 21-26 centiméter, testtömege 15-22 gramm. Karcsú és hosszú farkú, rövid, szürke csőrű madár. A háta és dolmánya valamennyi tollazatban barna, torka krémfehér, közepén jellegtelen sötét pettyezettel. A fejoldal a szem fölött és alatt világos mintájú, piszkos szürke pofája közepén világos folt van. Kézevezői fehéren szegettek. A hím homloka és melle vörös, ősszel barnásvörös és részben elfedik a világos tollszegélyek. Tarkója egyöntetűen szürke. A tojó tollazatában nincs vörös szín, tarkója barnásszürke, a mellén és a fejtetőn finoman sávozott.
|  |  |

## Életmódja
Mozgékony és aktív, gyakran rövid, szakaszos felrepülésekkel változtatja helyét. A párok egymás társaságában maradnak egész nyáron. Magevő madár, fiókáit is elsősorban apró gyommagvakkal táplálja. Különösen kedveli a félig érett magvakat, nyáron például a gyermekláncfű termését. Télen a kenderikék csapatokba verődve járják a határt és főként a gazos tarlókon, mezsgyék közelében táplálkoznak. Röptében száraz, de kissé orrhangú életerős „tigg-itt” vagy „tett-ett-ett” hangot ad, különösen intenzív, amikor szárnyra kap. Éneke rövid, kerepelő hangok egyvelege, dallamos füttyökkel ékesített hívóhangként jellemezhető. Néha elnyújtott, gyors tempójú strófákat ad elő, de többnyire „takarékon” énekel. Énekének gyakori elemei a hívóhangon kívül a „piú”, „trrrüh” és a „tu-ki-jű” motívumok.

## Szaporodása
Sűrű bokros területeken, kertekben, továbbá tövises, rekettyés tengerparti hangásokban, helyenként gyümölcsösökben fészkel. Fészkét vadrózsa- vagy galagonyabokorban, borókában, fiatal lucfenyő ágai között, szőlőtőke alkalmas hajlatában, mindig alacsonyan, néha alig arasznyira építi a talajtól. 
A párok kora tavasszal alakulnak ki, és csakhamar megjelennek a kiszemelt költőhelyen. A hím egy kiemelkedő ponton gyakran és hosszan énekel. Amikor párja már a fészek helyét keresi, énekelve biztosítja a revírjét. A fészek száraz növényi szálakból, háncsdarabkákból, finom gyökerekből, néha mohából épül, a csészét finom gyökérszálakkal, szőrszálakkal béleli.
A fészekalja 5-6 tojásból áll. A tojó egyedül kotlik. A hím többnyire a közelben tartózkodik, és ha párja elhagyja a fészket, nyomban mellé szegődik. A fiókák 10-12 nap alatt kelnek ki. A tojó az első napokban melengeti őket, később már mindkét szülő etet. A fiókák 11-13 napos korukban hagyják el a fészket. Szüleik még legalább tíz napig etetik és gondozzák őket.
|  |

## Természetvédelmi helyzete
Az elterjedési területe rendkívül nagy, egyedszáma ugyan csökken, de még így is nagyon nagy. A Természetvédelmi Világszövetség Vörös listáján nem fenyegetett fajként szerepel. Magyarországon védett, természetvédelmi értéke 25 000 forint forint.